# 사토 류지 (배우)
사토 류지(1995년 1월 17일 ~ )는 일본의 배우다. 2011년 TV 아사히 계열 가면라이더 포제의 사타케 테루히코 역으로 데뷔했다.

## 방송
- 파이브 (2017)
- 오차노미즈 락 (2018)
- 이아리 보이지 않는 얼굴 (2018)
- REAL⇔FAKE 2nd Stage (2021)
- 쉐어할 라! 인스턴트 라면 어레인지부 시작했습니다. (2022)
- REAL⇔FAKE Final Stage (2023)

## 영화
- 플리즈 플리즈 플리즈 (2017) - 주연
- 하이앤로우 더 워스트 (2019) - 주연
- 소설의 신 (2020) - 조연